# پیچ معین‌التجار
پیچ معین التجار(نام علمی: Clerodendrum thomsoniae) نام یک گونه از تیره نعناعیان است.